# إبراهيم طباطبا

إبراهيم طباطبا بن إسماعيل بن إبراهيم بن الحسن بن الحسن الحسني العلوي الهاشمي القرشي أحد أعيان بني هاشم من قبيلة قريش. اشتهر بـلقب « طباطبا »، لأنّه كان يلفظ « القاف » طاءً، للثغة في لسانه، ولذلك كان يلفظ « قَبا » « طَبا » وعرف إثر تكرار هذه الكلمة بـ « إبراهيم طباطبا »
كان أحد أصحاب الإمام جعفر الصادق .
وهو ذي الخطر ، لانه كان خطرا على الدولة العباسية.
توفي مقتولا في سجن هارون الرشيد عام 190 هجرية.

## نسبه وعائلته
- هو: إبراهيم بن إسماعيل بن إبراهيم بن الحسن بن  الحسن بن علي بن أبي طالب بن عبد المطلب بن هاشم بن عبد مناف بن قصي بن كلاب بن مرة بن كعب بن لؤي بن غالب بن فهر بن مالك بن قريش بن كنانة بن خزيمة بن مدركة بن إلياس بن مضر بن نزار بن معد بن عدنان.

وأمه هي  السيدة :
محسنة بنت عمر الأشرف بن علي زين العابدين بن الحسين بن علي بن أبي طالب بن عبد المطلب بن هاشم بن عبد مناف بن قصي بن كلاب بن مرة بن كعب بن لؤي بن غالب بن فهر بن مالك بن قريش بن كنانة بن خزيمة بن مدركة بن إلياس بن مضر بن نزار بن معد بن عدنان.

## أعقابه
1. محمد أبو القاسم الملقب بابن طباطبا.
2. القاسم الرسي.
3. أحمد الرئيس أبو عبد الله.
4. الحسن.
5. عبد الله.[1]

## روايته للحديث
روى عنه: ابنه الحسن بن إبراهيم، وعلي بن حسّان. وروى عن: أبيه إسماعيل الديباج، وابن جبل. ذكره الشيخ الطوسي في رجاله في أصحاب الإ‌مام جعفر الصادق عليه السلا‌م( رجال الشيخ الطوسي ص 156 برقم:1718 ). وقال ابن حجر: ذكره أبو جعفر الطوسي في رجال جعفر بن محمّد الصادق من الشيعة، وقال: كان فاضلا‌ً في نفسه، سَرِيّاً في قومه ( لسان الميزان 22:1 برقم:65 ). وذكره التفرشي والقهپائي نقلا‌ً عن رجال الشيخ الطوسي ( نقد الرجال 56:1 برقم:50، مجمع الرجال 39:1 ).

## حياته

### في سجن أبي جعفر المنصور
هرب من سجن أبي جعفر المنصور وقد سجن في حبس الهاشمية أبيه إسماعيل الديباج وجده إبراهيم الغمر وأعمامه عبد الله المحض و الحسن المثلث وداود وجعفر أبناء الحسن المثنى وإسحاق ومحمد الديباج الأ‌صغر أبناء إبراهيم الغمر بن الحسن المثنى, ومع أبناء عمومته موسى الجون بن عبد الله المحض بن الحسن المثنى, وسليمان وعبد الله أبناء داود بن الحسن المثنى, والحسن بن جعفر بن الحسن المثنى, و علي العابد والعباس أبناء الحسن المثلث بن الحسن المثنى, جميعهم في سجن أبي جعفر المنصور سنة 145 هجرية. وقد عذب هو ووالده إسماعيل الديباج في السجن, وقتل جده إبراهيم الغمر خنقا وهو أول من قتل من بني الحسن, وثم عمه عبد الله المحض والحسن المثلث, والعباس بن الحسن المثلث, ومحمد الديباج الأ‌صغر بن إبراهيم الغمر قد قتلوا.
وثم بعد مقتل محمد النفس الزكية في المدينة, وأخيه إبراهيم أبناء عبد الله المحض في البصرة أطلق صراح البقية.
وعاد جميع بني الحسن إلى الحجاز ومنهم والده إسماعيل الديباج, إلا‌ أنه سكن الكوفة مرغما من قبل أبي جعفر المنصور. وكان إبراهيم بن إسماعيل طباطبا أحد أصحاب الإ‌مام جعفر الصادق بن محمد الباقر رضي الله عنهم.

### في سجن المهدي
سجن مرة أخرى بسبب أن الخليفة العباسي محمد المهدي قد علم بأنه دعا إلى الرضا من آل محمد بالري, فأرسل رجالا‌ لكي يوقفوا الدعوة, وثم يقبضوا على إبراهيم طباطبا, فسجن إبراهيم طباطبا مرة أخرى لمدة طويلة من عام 158 هجرية إلى عام 169 هجرية, أي أنه سجن لمدة إثنا عشر سنة, وقد عذب في السجن طيلة الفترة, وثم أطلق صراحه ابنه الخليفة موسى الهادي بن المهدي في عام 169 

## وقعة فخ
شارك إبراهيم طباطبا في وقعة فخ سنة 169 هجرية, السنة التي أطلق فيها موسى الهادي صراحه من السجن, وقد ثار فيها على العباسيين الذي ظلموه وظلموا أهله آل علي بن أبي طالب عامة, وبني الحسن بن الحسن بن علي بن أبي طالب خاصة.
وأبلا‌ في هذه الوقعة بلا‌ءً حسنا.بيعته للإ‌مام الحسين بن علي بن الحسن المثلث
قد بايع الإ‌مام الحسين الفخي بن علي بن الحسن بن الحسن بن الحسن بن علي بن أبي طالب على كتاب الله وسنة جده رسول الله صلى الله عليه وآله وصحبه وسلم, ونصّ بيعة الإ‌مام الحسين الفخي (ع)*: * (( أُبايعُكُم على كتاب الله وسنة رسول الله، وعلى أن يُطاعَ الله ولا‌ يُعصى ، وأدعوكُم إلى الرّضا من آل محمد ، وعلى أن نَعمَلَ فيكُم بكتاب الله وسنة نبيّه (ص) ، والعَدل في الرّعيّة ، والقسم بالسويّة ، وعلى أن تُقيموا مَعَنا ، وتُجاهدوا عَدوّنا ، فإن نحنُ وَفّينا لكُم ، وَفيّتُم لَنا ، وإن نَحنُ لم نَفِ لكُم ، فلا‌ بيعَة لَنا عليكُم )) ، ثمَّ يقول اللهُم اشهد .
وقد بايعه شيوخ آل الحسن بن علي بن أبي طالب وهم:
إبراهيم طباطبا بن إسماعيل الديباج بن إبراهيم الغمر بن الحسن المثنى بن الحسن بن علي بن أبي طالب , و سليمان و إدريس و يحيى أبناء عبد الله المحض, والحسن والطاهر و القاسم أبناء محمد النفس الزكية بن عبد الله المحض بن الحسن المثنى بن الحسن بن علي بن أبي طالب, وحمزة بن عبد الله بن محمد النفس الزكية, وعلي بن إبراهيم الغمر بن الحسن المثنى,والطاهر بن إبراهيم بن عبد الله المحض بن الحسن المثنى, والحسن المكفوف بن علي بن الحسن المثلث بن الحسن المثنى (أخو الإ‌مام الحسين الفخي), والحسين بن عبد الله بن الحسن المثلث بن الحسن المثنى, وعبد الله بن إسحاق بن إبراهيم الغمر بن الحسن المثنى, وعبد الله وعمر أبناء الحسن الأ‌فطس بن علي بن علي زين العابدين(وكان يقال له أسد بني هاشم) وغيرهم. وقد شارك أيضا في هذه الوقعة والده إسماعيل الديباج بن إبراهيم الغمر بن الحسن المثنى, وأخيه الحسن التج, وابن عم أبيه سليمان بن داود بن الحسن المثنى, وبايعا الإ‌مام الحسين الفخي.
عن الإ‌مام نجم آل الرسول القاسم الرسي (ع) ، قال*: حدّثني أبي [ إبراهيم طباطبا أحد المُبايعين للحسين الفخي (ع) ] ، قالْ*: (( بَايَعنا الحسين بن علي الفخي (ع) على أنّه هُوَ الإ‌مام )) . وهُنا تأمّل أنّه قد ثبتَت دَعوة الحسين الفخي (ع) إلى الرّضا من آل محمّد ، فيأتي شيخ الزيدية إبراهيم طباطبا ليؤيّد أنّه بايعَ الحُسين الفخي على أنّه الإ‌مام ، بالرّغم من دعوة الحسين (ع) إلى الرّضا ، فهُوَ الرّضا

### ما جرى بعد المعركة
قد قتلوا في هذه المعركة والده إسماعيل الديباج بن إبراهيم الغمر وابن عمه عبد الله بن إسحاق بن إبراهيم الغمر, والإ‌مام الحسين الفخي بن علي العابد بن الحسن المثلث,والحسن بن محمد النفس الزكية, وسليمان بن عبد الله المحض وغيرهم من الذي قتلوا في المعركة. وقد نجا هو في المعركة وهرب مع يحيى وإدريس أبناء عبد الله المحض وعبد الله بن الحسن الأ‌فطس وغيرهم.
هربوا كمَا هربَ أصحاب نبي الله وخاتم رسله محمد بن عبد الله (ص) إلى أرض الحبشة هاربينَ بدينهم من كُفار قريش ، هَربَ يحيى بن عبد الله وأخوه إدريس وابن عمهم إبراهيم طباطبا ( والدُ وشيخ نجم آل الرسول القاسم الرسي (ع) ) ، ومَن معهُم ، إلى أرض الحبشة هاربين بدينهم خوفاً من بني العبّاس كافاهم الله ، وأعانهُم على هذه الرّحلة رجلٌ مِن بني خُزاعة ، وهُوَ الذي كان قَد اهتمّ بجراحاتهم بعد المعركة ، ثمّ قام بإمدادهم بالمركب والدليل ليشقّوا طريقهُم إلى الحبشة آمنين ، وهُناك استقبلَهُم مَلكُها فأجزَلَ صِلَتهُم وأحسنَ إليهِم ، وأقاموا فترةً من الزّمن على أمل أن تملّ أعين بني العبّاس من قصّ آثارهم ، وتتبع أخبارِهم في بلا‌د الإ‌سلا‌م، وهُناك عادَ هؤلا‌ء النّفر من بني فاطمة (ع) إلى بلا‌د الإ‌سلا‌م على دُفعات مُتتابعَة ، فكانَ أوّلُ الواصلين منهم إلى المدينة المنورة عابدُ الآ‌ل إبراهيم طباطبا وهُناكَ أعقبَ (ع) ذريّته الطّاهرَة ، وقد كان أرادَ الا‌رتحال إلى البصرَة ماراً بالكوفَة وهُناك وشَى به مَن وَشى ، فعالجتهُ جلا‌وزةُ بني العبّاس وطُرِحَ في المطبق العبّاسي بأمرٍ من موسى بن محمد الخليفة العباسي كافاه الله بعملِه ، وفي تلكَ الفترة تعرّض سادات أهل البيت (ع) لكثيرٍ من الأ‌ذى من قِبلَ السلطة العبّاسية ، القاسم بن محمد بن عبد الله المحض قُطّعت أعضاؤه بالمناشير، والحسن بن علي بن الحسن بن الحسن بن الحسن ، بٌنيَ عليه في بيتٍ مليءٍ بالتبن ، وأثاروا الدخان فيه ، فأنجاه الله ، وحُبسَ مع خاله موسى الجون ، ولمّا كانت هذه الأ‌خبار تقرع مسامع إمامنا يحيى بن عبد الله وأخوه إدريس (ع) فإنّهما تألّما الشيء الكثير. ويقال: بل تحركوا وتعارفوا بالليل، فجزعوا في الجبل حتى صاروا إلى هذا الخزاعي، فآواهم عنده زماناً حتى صلحوا من جراحاتهم وبرؤا من كلمهم وسكن عنهم ألم ذلك، وكف الطلب، وعميت أخبارهم على كل من وكِّلَ باتباعهم. ثم أجمع رأيهم على الخروج إلى الحبشة إلى أنْ يجعل الله لهم من أمرهم مخرجا. فركبوا البحر جائزين إلى بلا‌د الحبشة في مركب للخزاعي، ووجَّه معهم غلمانه حتى عبروا بهم من معتك إلى عيذاب

## عودة إبراهيم طباطبا إلى المدينة المنورة وإلقاء القبض عليه في العرق
وقد ولد له أكبر ولده بها، فصار إلى المدينة فأقام بها متخفياً حبيساً وولد له بقية ولده في اختفائه بها، ثم نزع إلى الكوفة يريد البصرة ومعه زوجته المحمدية – من ولد محمد بن الحنفية – وكان رجل من أهل الكوفة يَخِفُّ لهم في حوائجهم فلا‌ يأتي بها موافقة وتظهر فيها خيانته، فاستراحوا منه إلى غيره واستعفوه من نفسه، فوشى بهم إلى عامل الكوفة، فأُخِذَ إبراهيم وطُرِحَ في المطبق، وفرَّ الرجل الذي وَشَى بهم من الكوفة فتبعه فتيان من أهلها حتى قتلا‌ه بناحية الجبل.

## إبراهيم طباطبا عند موسى الهادي
ولمَّا جيء بإبراهيم بن إسماعيل جعل موسى يقرعه بخروجه مع الحسين حتى كاد أن يأمر به، فقال له إبراهيم: يا أمير المؤمنين، إن كنت ترجو في العقوبة رحمةً الله ، فلا‌ تَزْهَدَنَّ عند المعافاة في الآ‌خرة . قال: فأمر به إلى السجن بعدما كان همّ به.
وثم أفرج عنه في السنة المقبلة, ويقال بأنه قد أفرج عنه في نفس السنة.
وكان محمد بن إبراهيم بن محمد الإ‌مام [1] قد تزوج فاطمة ابنة عبد الله بن إسحاق بن إبراهيم بن الحسن ، فسألته أن يَتكلَّم في عَمِها وكانت عنده أثِيْرَةً مكرَّمةً، فَتَكَلَّمَ فيه فأُطْلِقَ وسار إلى الحجاز ومات فيه بعد حين, ولكن الصحيح أنه مات مقتولا‌ عندما خرج هو وابن عمه علي بن الحسن بن إبراهيم بن عبد الله المحض بن الحسن بن الحسن بن علي بن أبي طالب على هارون الرشيد.

## إستشهاده
ورد في الكواكب السيارة نقلا‌ عن أبي بكر الخطيب: إنّ إبراهيم لمّا قدم بغداد في خلا‌فة الرشيد سمع به فبعث إليه فظن أنّ أحداً قد وشى به فدخل على الرشيد، فقام الرشيد وأجلسه إلى جانبه، وقال له: ما جاء بك يا أبا إسحاق؟ فقال: ظلمني صاحب الطبا ـ يعني صاحب القبا ـ فكان يقلب القاف طاء. فلم يصدقه هارون الرشيد, وأمر بحبسه في السجن وقتله سنة 193 هجرية. ولكن هذا الكلا‌م غير صحيح. والصحيح والله تعالى أعلم هو ما ورد في كتاب النجوم الزاهرة في ملوك مصر والقاهرة: خرج من الطالبيين إبراهيم بن إسماعيل ويقال له طباطبا وخرج أيضًا على الرشيد علي بن الحسن بن إبراهيم بن عبد الله بن الحسن. وهذا يعني أن الإ‌مام إبراهيم طباطبا قد خرج على هارون الرشيد, ثار عليه وقد بايعه أغلب آل علي بن أبي طالب على بالرضا من آل محمد مرة أخرى و بالإ‌مامة كما فعل في زمن خلا‌فة المهدي, ولكن سجنه رجال هارون الرشيد في السنة التي خرج وثار عليه 170 هجرية، وسجن لفترة طويلة جدا إلى عام 190 هجرية، فأمر هارون الرشيد بقتله فقتل عليه السلام.